# Disphragis hyginia
Disphragis hyginia är en fjärilsart som beskrevs av William Schaus 1928. Disphragis hyginia ingår i släktet Disphragis och familjen tandspinnare. Inga underarter finns listade i Catalogue of Life.